# Charles Hapgood
Charles Hutchins Hapgood (* 17. Mai 1904; † 21. Dezember 1982) war ein US-amerikanischer Historiker, der von der vormaligen Existenz einer jungpaläolithischen Hochkultur und deren Untergang infolge kataklysmischer Ereignisse ausging.

## Leben

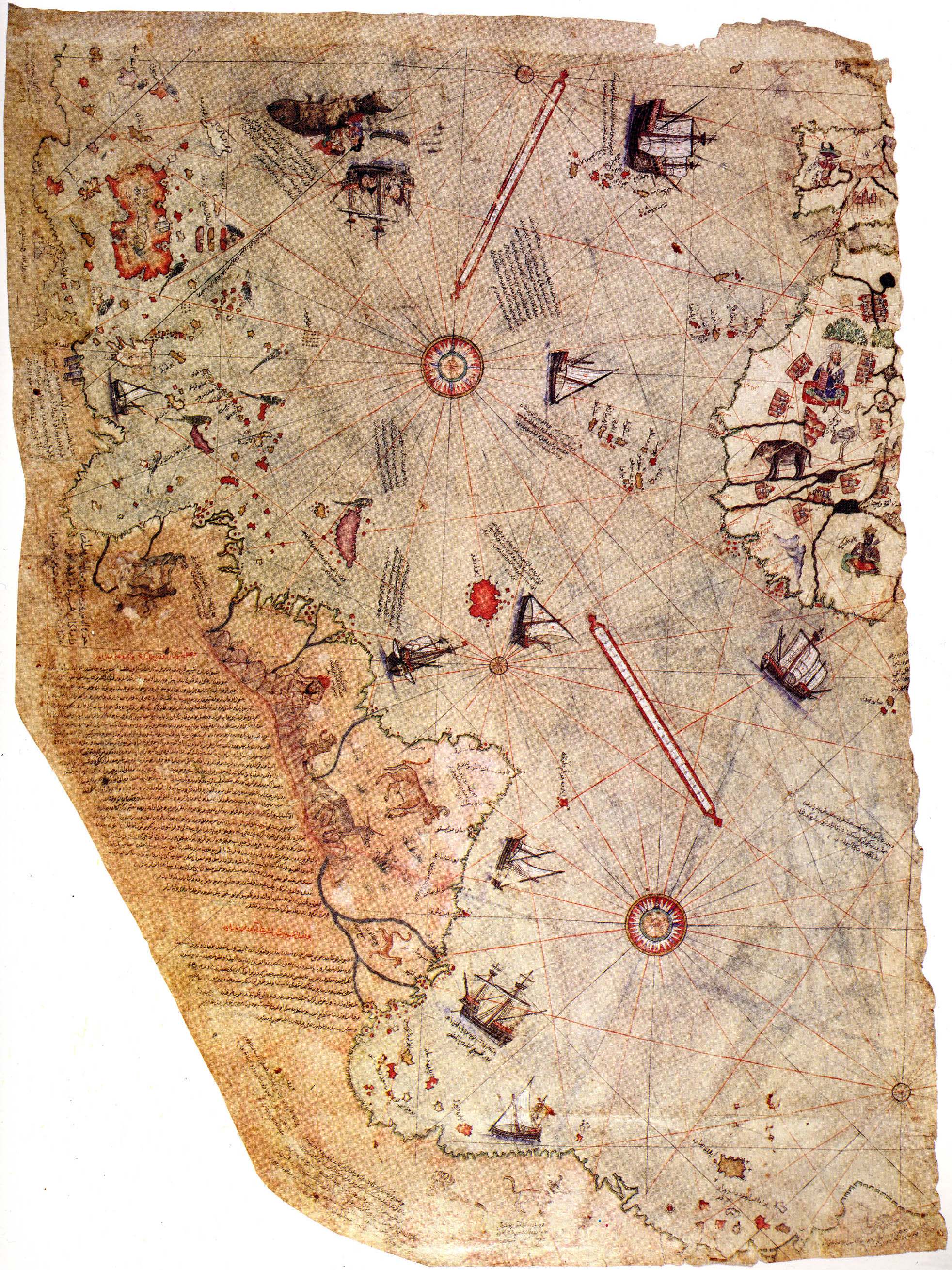
Die Karte des Piri Reis von 1513 betrachtete Charles H. Hapgood als wesentliches Indiz für die Richtigkeit seiner These wiederholter Verschiebungen der Erdkruste.

Charles H. Hapgood beendete 1929 sein Studium mittelalterlicher und moderner Geschichte an der Universität Harvard mit Erlangung des Master-Grades. Die Arbeit an seiner geplanten Dissertation zur Französischen Revolution musste er im Verlauf der Großen Depression abbrechen. Zeitweise unterrichtete er als Dozent in Vermont, und er leitete ein Gemeinschaftszentrum in der Gemeinde Provincetown.
Während des Zweiten Weltkriegs war Hapgood für das Center of Information (das spätere Office of Strategic Services, Vorläufer der Central Intelligence Agency) sowie für das Rote Kreuz tätig. Zudem diente er als Verbindungsoffizier zwischen dem Weißen Haus und dem Büro des Kriegsministers (Secretary of the War). Nach Kriegsende lehrte er am Keystone College (1945–1947), am Springfield College (1947–1952), am Keene State College (1956–1966) und am New England College (1966–1967), wo er Vorlesungen in Weltgeschichte, amerikanischer Geschichte und Wissenschaftsgeschichte sowie in Anthropologie und Ökonomie hielt.
In Massachusetts sprach einer seiner Schüler ihn auf den mythisch-legendären Kontinent Mu an, was ihn zu einem Kurs-Projekt zum Thema „Atlantis“ veranlasste und sein anhaltendes Interesse an putativen, verschollenen Zivilisationen der Vorzeit und am Katastrophismus begründete. 1958 veröffentlichte Hapgood sein Buch The Earth’s Shifting Crust, in dem er seine Theorie der Erdkrustenverschiebung (auch Polverschiebung) beschrieb. 1966 erschien sein Folgewerk Maps of the Ancient Sea Kings, in dem er seine Polverschiebungstheorie näher erläuterte und von einem antiken Seefahrervolk sprach, das in vormals eisfreien Gebieten der Antarktis gelebt haben soll. Großes Interesse brachte er auch der umstrittenen Sammlung sogenannter Acámbaro-Figuren aus Mexiko entgegen, deren teilweise Authentizität er gegen die in wissenschaftlichen Kreisen vorwiegend vertretene Fälschungsannahme verteidigte. In fortgeschrittenem Alter befasste er sich zudem auch mit parapsychologischen sowie esoterischen Themen. Dabei arbeitete er mit dem Medium Elwood Babbitt aus Neuengland zusammen, mit dessen Hilfe er Kontakt zu verstorbenen Größen der Weltgeschichte aufnehmen wollte.
Bereits 1941 hatte er Tamsin Hughes geheiratet, aber die Ehe wurde 1955 geschieden. Hapgood starb 1982 im Alter von 78 Jahren an den Folgen eines Verkehrsunfalls, bei dem er von einem Auto angefahren und schwer verletzt wurde.

## Polverschiebung
Im Rahmen seiner Forschungen widmete Hapgood sich vor allem seiner höchst umstrittenen Theorie der Erdkrustenverschiebung (earth crust displacement) und der Überlegung, dass vor 12.000 Jahren eine in der nördlichen Antarktis beheimatete Zivilisation im Verlauf einer durch eine solche Verschiebung der Erdkruste hervorgerufenen Kette von Katastrophen vernichtet worden sei. Diese prähistorische Seefahrerkultur soll unter anderem über ein enormes geographisches Wissen verfügt haben, das von Überlebenden jener Katastrophen an Menschen auf verschiedenen Kontinenten übermittelt worden sei. Laut Hapgood spiegelt sich dieses Wissen noch in viel später entstandenen Kartenwerken wie der Karte des Piri Reis (vermutlich 1513 erstellt) wider. Mit diesem diversen fachwissenschaftlichen Paradigmen widersprechenden, aber im Grundsatz nicht im Gegensatz zur von ihm kritisierten, heute allgemein anerkannten Theorie der Plattentektonik von Alfred Wegener stehenden Ideengebäude konnte Hapgood sich in der scientific community nicht durchsetzen.

### Theorie
Nach Meinung von Charles Hapgood kommen Verlagerungen der geographischen Erdpole durch – in erdgeschichtlichem Maßstab – plötzlich eintretende massive Verschiebungen der Erdkruste auf der unter ihr befindlichen Asthenosphäre zustande. Als einen Auslöser für solche innerhalb weniger Jahrhunderte stattfindenden Prozesse betrachtete er die glazialen Eismassen, welche die nördliche Hemisphäre während eiszeitlicher Perioden bedecken. Unterstützung erhielt er dabei unter anderem durch Albert Einstein, der z. B. das Vorwort zu Hapgoods Buch The Earth’s Shifting Crust verfasste, sowie durch den vormaligen Ordinarius für Erdgeschichtsforschung an der Harvard University, Kirtley F. Mather (1888–1978), seinerzeit ein prominenter US-amerikanischer Geologe, der seine Kollegenschaft dazu aufforderte, dass die „zahlreichen ungelösten Probleme, auf die Mr. Hapgood unsere Aufmerksamkeit lenkt“, zum „Gegenstand intensivierter Debatten von Wissenschaftlern auf der ganzen Welt gemacht werden“ sollten. Tatsächlich lassen sich Veränderungen in der Neigung der Erdachse (Präzession, Nutation) nachweisen, aber keine so plötzlichen, dass etwa eine Krustenverschiebung zustande kommen würde. Nicht auf solche Veränderungen geht die durch paläomagnetische Messungen nachgewiesene Umkehr der Magnetpole zurück, die im Mittel alle 250.000 Jahre stattfindet. Diese Polumkehr ist, soweit bekannt ist, nicht mit katastrophischen Ereignissen verbunden, und nahe menschliche Vorfahren (etwa der Homo erectus oder die Australopithecinen) haben mehrere Magnetpolumkehrungen überlebt. Während katastrophische Polsprung-Szenarien im Bereich universitärer Forschung somit als weitgehend widerlegt gelten, finden sie nach wie vor einige Beachtung in der Atlantisforschung grenzwissenschaftlicher Ausprägung (siehe: Lokalisierungshypothesen zu Atlantis, unter: Antarktische Atlantis-Lokalisierungen).

### Verwendung des Themas
Bereits Robert E. Howard verarbeitet in seinen Geschichten um Conan den Cimmerier die Vorstellung, dass ein großer Kataklysmus um ca. 17000 v. Chr. und ein schwächerer um ca. 16000 v. Chr. die alten Zivilisationen von Atlantis, Lemuria und die der Pikten vernichtete. Dadurch sei es zum Aufstieg seines Hyborischen Zeitalters gekommen.
Im Zusammenhang mit dem Hype um ein für das Jahr 2012 angenommenes Ende der Welt wurde das Ablaufen der Zählung des Maya-Kalenders von zahlreichen „Weltuntergangs-Propheten“ wie etwa Patrick Geryl und Gino Ratinckx mit dem vermeintlichen Bevorstehen eines Polsprungs oder einer Polwende in Verbindung gebracht. Angeblich sollte in diesem Zusammenhang auch der spekulative Planet Nibiru eine Rolle spielen. Dieses Ereignis sollte, so eine häufig genannte Datierung, am 21. Dezember 2012 stattfinden, wobei dieser selber im Zusammenhang mit dem Ende des Maya-Zyklus vom Jahr 2013 sprach.
Filmisch wurde das Thema „Polverschiebung“ unter anderem in dem amerikanischen, erstmals 2006 ausgestrahlten TV-Katastrophenfilm Absolute Zero (deutscher Titel: Eiskalt wie die Hölle) aufgegriffen, bei dem Robert Lee Regie führte und für den Sarah Watson das Drehbuch schrieb (Hauptrollen: Jeff Fahey und Erika Eleniak). In diesem Film, in dem eingangs bereits ein Polsprung vor ca. 10.000 Jahren angedeutet wird, kommt es auch in der Gegenwart zu einem solchen Ereignis, das Florida und alle Gebiete innerhalb 30° nördlich und südlich des bisherigen Äquators unter einer massiven Eis- und Schneedecke verschwinden lässt. Im amerikanisch-kanadischen Leinwand-Epos 2012 von Roland Emmerich, das am 11. November 2009 seine Weltpremiere hatte, wird das Polsprung-Motiv ebenfalls filmisch adaptiert, wobei besonders dramatisch die anzunehmenden Sekundäreffekte einer plötzlichen Verschiebung der Erdkruste, wie Erdbeben, Vulkanausbrüche und Megatsunamis, dargestellt werden.

## Veröffentlichungen (Auswahl)
- Earth's Shifting Crust: A Key to Some Basic Problems of Earth Science, Pantheon Books, 1958
- Great Mysteries of the Earth, Putnam, 1960
- Die Weltkarten der alten Seefahrer – Die Entdeckung der Antarktis vor 6000 Jahren und Amerikas vor Kolumbus. Deutsche Übersetzung aus dem amerikanischen Englisch von Ulrike Bischoff. Verl. Zweitausendeins, Frankfurt am Main 2002. (Original 1966/1996). ISBN 3-86150-419-7. Original-Titel der amerikanischen Ausgabe: Maps of the Ancient Sea Kings. Chilton Books, Philadelphia / New York 1965.
- The Path of the Pole, 1968; 1999 als TB-Ausgabe bei Adventures Unlimited Press, ISBN 0-932813-71-2
- Voices of spirit: through the psychic experience of Elwood Babbitt, 1975, Delacorte, ISBN 0-440-05983-6
- Mystery in Acambaro: Did Dinosaurs Survive Until Recently?, 2000, Adventures Unlimited Press, ISBN 0-932813-76-3